# Дьявольский особняк
«Дьявольский особняк» (англ. Cold Creek Manor) — канадо-американский психологический триллер 2003 года режиссёра Майка Фиггиса.

## Сюжет
Когда режиссёр-документалист Купер Тильсон (Деннис Куэйд) и его жена Лия (Шэрон Стоун) решают, что жизнь в Нью-Йорке становится невыносимой, они решают с детьми переехать в освободившийся особняк. Там семья подружилась с владельцами таверны Реем и Эллен Пински и их дочерью Стефанией. Перебирая фотографии, Купер решает снять фильм об истории дома. Превращение обветшалого здания в дом мечты становится настоящим кошмаром для Тильсонов, так как его предыдущий владелец, Дейл Мэсси (Стивен Дорфф), давит на Купера. Тильсон берёт его помогать с ремонтом, но режиссёра беспокоит новый работник. Тогда Купер обращается к престарелому отцу Мэсси. Бессвязные комментарии старика наводят его на мысль, что Дейл убил свою жену и дочь. Шериф Энни Фергюсон поначалу скептически относится к этому предположению, но понимает, что Тильсон прав. Подозрения Купера подтверждаются, когда Лия обнаруживает в колодце три скелета.

## В ролях
| Актёр             | Роль                |
| ----------------- | ------------------- |
| Деннис Куэйд      | Купер Тильсон       |
| Шэрон Стоун       | Лия Тильсон         |
| Стивен Дорфф      | Дейл Мэсси          |
| Джульетт Льюис    | Руби Фергюсон       |
| Кристен Стюарт    | Кристен Тильсон     |
| Дана Эскельсон    | шериф Энни Фергюсон |
| Кристофер Пламмер | мистер Мэсси        |
| Пола Бранкати     | Стефани Пински      |
| Саймон Рейнольдс  | Рей Пински          |
| Кэтлин Дюборг     | Эллен Пински        |

## Релиз
Картина вышла в прокат 19 сентября 2003 года и демонстрировалась в 2035 кинотеатрах. В первый уик-энд фильм заработал $8,190,574, а в общем фильм собрал $29 119 434.

## Отзывы
Стивен Холден в The New York Times заметил: «Серьёзному режиссёру, такому как Майк Фиггис, я думаю, можно простить огрехи сценария. „Дьявольский особняк“ обладает психологической достоверностью». Роджер Эберт в Chicago Sun-Times назвал фильм « антологией киноштампов» и «триллером, захватывающим нас, когда мы отказываемся от здравого смысла». На сайте Rotten Tomatoes фильм получил 3,8 баллов из 10, на Metacritic 5,3 баллов из 10.